# Поповичі (Ковельський район)
Попо́вичі — село в Україні, у Голобській селищній територіальній громаді Ковельського району Волинської області. Населення становить 322 особи. В селі є загальноосвітня школа Поповичівська гімназія I-II ступеня.
Перша згадка про Поповичі належить до 1545 року.

## Історія
У 1906 році — село Голобської волості Ковельського повіту Волинської губернії. Відстань від повітового міста 31 верст, від волості 5. Дворів 24, мешканців 247.
В грудні 1926 року в селі виник осередок КПЗУ. З його ініціативи 8 листопада 1937 року революційно настроєна частина селян з Попович і Великого Порська надіслала листа до міністерства внутрішніх справ міжвоєнної Польщі, в якому різко протестувала проти колонізації українських земель, вимагала безплатної передачі поміщицьких земель безземельним і малоземельним селянам.
У роки Другої світової війни жителі села були у рядах радянської армії, ватажком «народних месників» був місцевий житель, член КПЗУ з 1924 року Г. Ф. Мартинюк, іменем якого був названий колгосп. Він організував антифашистське підпілля, що діяло в Голобському, Рожищенському і Луцькому районах. Воно мало тісні зв'язки з Торчинським і Луцьким підпіллями та партизанськими загонами з'єднання А. П. Брянського. Німці за роки окупації знищили 125 будинків, розстріляли багато людей, 40 чоловік відправили на каторгу до Німеччини.
У 1935 –36 рр. солтисом села був Адам Простопчук.
На території Попович розташована центральна садиба колишнього колгоспу ім. Мартинюка, який мав 6 400 га землі, в тому числі орної — 2 790 га. Колгосп-мільйонер, одне з передових господарств у районі. Вирощував зернові й технічні культури, картоплю. Розвивав молочно-м'ясне тваринництво. Тракторна бригада колгоспу була — передова в районі. Налічувало 33 трактори в 15-сильному обчисленні, 12 комбайнів, 16 вантажних автомашин та іншої техніки. Механізовано близько 80 проц. робіт у рільництві і до 40 проц. у тваринництві. За трудові успіхи група колгоспників нагороджена орденами і медалями, серед них колишній голова колгоспу О. К. Стасюк — орденом Трудового Червоного Прапора.

## Населення
Згідно з переписом УРСР 1989 року чисельність наявного населення села становила 399 осіб, з яких 181 чоловік та 218 жінок.
За переписом населення України 2001 року в селі мешкали 343 особи. 100 % населення вказало своєю рідною мовою українську мову.

## Географія
Через село Свидники та повз села Малий Порськ та Поповичі проходить траса E85, що з'єднує Берестя з Чернівцями, в межах України автошлях М19, ділянка Луцьк—Ковель. Паралельно з шосе тягнеться залізниця. В селі Свидники є зупинний пункт Стохід. Найближча залізнична станція — Голоби.
З південного боку за 1.5—2 км від сіл Свидники та Малий Порськ, та обабіч села Борщівка, протікає річка Стохід (права притока Прип'яті, басейн Дніпра).